# Biederthal
Biederthal je občina v departmaju Haut-Rhin francoske regije Alzacija.
Leta 2008 je v občini živelo 351 oseb oz. 84 oseb/km².